# Torneo de Ruan 2023
El Open de Rouen 2023 fue un torneo de tenis profesional jugado en canchas de dura bajo techo. Se trató de la 2.ª edición del torneo que formó parte de los Torneos WTA 125s en 2023. Se llevó a cabo en Ruan, Francia, entre el 9 de octubre al 15 de octubre de 2023.

## Cabezas de serie

### Individuales
| Tenista            | Ranking | Preclasificada |
| Greet Minnen       | 61      | 1              |
| Clara Burel        | 72      | 2              |
| Kateryna Baindl    | 89      | 3              |
| Jodie Burrage      | 84      | 4              |
| Alize Cornet       | 96      | 5              |
| Viktoriya Tomova   | 97      | 6              |
| Jaqueline Cristian | 102     | 7              |
| Anna Bondár        | 106     | 8              |
| Viktorija Golubic  | 107     | 9              |

- Ranking del 10 de octubre de 2023

### Dobles
| Tenista                              | Ranking | Preclasificada |
| Anna Bondár Kimberley Zimmermann     | 111     | 1              |
| Alena Fomina-Klotz Iryna Shymanovich | 191     | 2              |
| Alicia Barnett Olivia Nicholls       | 197     | 3              |
| Aliona Bolsova Natela Dzalamidze     | 205     | 4              |

## Campeonas

### Individuales femeninos
Viktorija Golubic venció a  Erika Andreeva por 6–4, 6–1

### Dobles femenino
Maia Lumsden /  Jessika Ponchet vencieron a  Anna Bondár /  Kimberley Zimmermann por 6–3, 7–6(4)